# Simpatico (альбом Velocity Girl)
Simpatico — второй студийный альбом американской рок-группы Velocity Girl, изданный в июне 1994 года лейблом Sub Pop.
По сравнению с дебютным альбомом группы Copacetic, ¡Simpatico! демонстрирует более традиционные инди-поп/пауэр-поп влияния, а не шумные шугейз тенденции. Песня «Sorry Again» была выпущена в качестве сингла (на CD EP с тремя неальбомными треками и на 7" с одним неальбомным треком). В песне «What You Left Behind» редко встречается мужской вокал.
Альбом был записан на студии Cue Studios в Фолс-Черч (штат Виргиния) с 27 декабря 1993 года по 15 января 1994 года. Продюсером выступил Джон Портер.

## Отзывы
| Оценки критиков                            | Оценки критиков |
| Источник                                   | Оценка          |
| ------------------------------------------ | --------------- |
| AllMusic                                   | [ 6 ]           |
| The Encyclopedia of Popular Music          | [ 5 ]           |
| Entertainment Weekly                       | C               |
| MusicHound Rock: The Essential Album Guide | [ 8 ]           |
| Rolling Stone                              | [ 9 ]           |

Альбом получил в целом положительные отзывы. Джек Рабид из AllMusic отметил, что «Simpatico, по крайней мере, в три раза лучше их первого LP, и это небольшой недостаток — кажется, они не сильно расширили свой диапазон. И проблема с узким кругозором в том, что некоторые песни просто не зацепят вас так же сильно, как более удачные версии того же самого. Но если они не собираются менять свое звучание или, в меньшей степени, свой стиль, то, по крайней мере, они могут продолжать становиться лучше в этом деле, и так оно и есть, поэтому здесь больше больших удовольствий».
Rolling Stone писал, что «группе удается вытереть налет гаражного бэнда, чтобы выявить простые мелодические конструкции, не смывая при этом определяющих слоев музыки». Trouser Press писал, что ¡Simpatico! «имеет несколько отличных мелодий, но меньше атмосферы, которая сделала первый альбом таким захватывающим». The Washington Post написала: «Более чистый по звучанию и сфокусированный, Simpatico! оставляет позади какофонические колыбельные раннего звучания группы, в значительной степени заимствованные из дрим-попа таких британских групп, как My Bloody Valentine». Pitchfork назвал альбом «классическим околобританским поп-музыкой». Entertainment Weekly счел его «приятным до безвкусицы», написав, что «!Simpatico! похож на ворчливых Cranberries — без хитов».

## Список композиций
1. «Sorry Again»
2. «There’s Only One Thing Left To Say»
3. «Tripping Wires»
4. «I Can’t Stop Smiling»
5. «The All-Consumer»
6. «Drug Girls»
7. «Rubble»
8. «Labrador»
9. «Hey You, Get Off My Moon»
10. «Medio Core»
11. «What You Left Behind»
12. «Wake Up, I’m Leaving»